# Museu da Presidência da República
O Museu da Presidência da República é um museu presidencial localizado no Palácio de Belém, em Lisboa, Portugal.

## História
Inaugurado em 5 de Outubro de 2004, combina a exposição tradicional de peças de colecção ligadas aos políticos que chefiaram o Estado português desde 1910 com sistemas interactivos de informação e conhecimento. O percurso da visita inicia-se com os Símbolos Nacionais Portugueses e termina numa abordagem dos poderes, funções e actividade dos Presidentes e Primeiras-damas do país.
Para além do espaço expositivo no Palácio de Belém, o Museu da Presidência da República conta com uma exposição intitulada "Motor da República: os carros dos Presidentes", que possui os veículos usados pelos Presidentes da República Portuguesa e muitos dos objetos da vida pessoal e profissional dos mesmos, no Museu dos Transportes e Comunicações, na Alfândega Nova do Porto.
Um filme apresenta imagens originais do dia da Implantação da República e os principais acontecimentos de cada ano a partir de então são mostrados mediante um toque no ecrã de um computador, bem como a biografia política de cada um dos Presidentes, narrada em filmes de um minuto e meio.
O Museu foi distinguido com o Prémio do Património Cultural da União Europeia/Europa Nostra 2008, pelo trabalho de investigação sobre o património material e imaterial do Palácio de Belém, que permitiu a concepção e produção da exposição e do catálogo "Do Palácio de Belém".
O diretor do Museu da Presidência, Diogo Gaspar, foi detido em 30 de junho de 2016 por suspeita de crimes de tráfico de influência, falsificação de documento, peculato, peculato de uso, participação económica em negócio e abuso de poder. Diogo Gaspar, ficou em liberdade mediante caução de 50 mil euros e suspenso das funções públicas que exercia. Ficou também proibido de contactar com funcionários e entrar no Museu da Presidência, Secretaria-geral da Presidência e Palácio da Cidadela, em Cascais.
Foi substituído por Maria Antónia Pinto de Matos, ex-diretora do Museu do Azulejo.
Por meio de uma visita virtual fica-se a conhecer o Palácio de Belém.

## Acervos
Entre os objetos pessoais e simbólicos em exposição, destacam-se:
- a pistola que acompanhava Sidónio Pais, o presidente-rei, como chamado por Fernando Pessoa num poema (presente na exposição "Motor da República: os carros dos Presidentes" patente no Museu dos Transportes e Comunicações);
- o monóculo de Spínola;
- uma pequena agenda utilizada por Américo Tomás; e
- o relógio de ouro que pertenceu a Mendes Cabeçadas.

No tocante à iconografia, destacam-se a Galeria de Retratos Oficiais dos Presidentes da República Portuguesa, pintados por artistas de renome, como por exemplo Columbano Bordalo Pinheiro.
Aos Sábados é possível realizar visitas nalgumas salas do Palácio de Belém e nos seus jardins.